# Партия национального единства (Кения)
Партия национального единства (англ. Party of National Unity, суахили Chama cha Umoja wa Kitaifa, ПНЕ) — консервативная политическая партия в Кении. 16 сентября 2007 года президент Кении Мваи Кибаки заявил о создании партии и сказал, что будет баллотироваться от этой партии на Всеобщих выборах в Кении.

## История
Изначально партия была основана как коалиция правых и правоцентристских партий, таких как Национальный союз африканцев Кении, Национальная радужная коалиция — Кения, Форум за восстановление демократии — Кения, Форум за восстановление демократии — Народ, Демократическая партия, Партия Ширикишо, Национальный альянс и другие. Мваи был единственным членом коалиции, не считая косвенных членов включённых в коалицию партий.
ПНЕ была создана незадолго до выборов, которые состоялись в декабре 2007 года. До сентября ещё не было ясно, от какой партии будет баллотироваться Мваи. На предыдущих выборах в 2002 году Мваи баллотировался в президенты от социал-демократической Национальной радужной коалиции, которая позже раскололась. Коалиция была юридически в руках председателя Чарити Нгилу, которая не проявила желания присоединиться к Кибаки после раскола партии. Союзники Кибаки вышли из НРК и основали новую организацию, Национальная радужная коалиция — Кения. НРК-К не была в хороших отношениях с рядом важных политиков в правительстве Кибаки.

### Выборы 2007 года
Плохая политическая подготовка стала очевидной в процессе получения мест в Парламенте. Первоначально, партии-члены коалиции согласились выдвигать своих кандидатов в Парламент от ПНЕ, за исключением Национального союза африканцев Кении, которому было разрешено выдвигать кандидатов от своей партии. В итоге, соглашение не состоялось, и некоторые партии, в основном Демократическая партия, не признавали партийные билеты ПНЕ. В ряде округов, кандидаты от коалиции ПНЕ, но от разных партий, боролись за место в Парламенте. На выборах 2007 года, партия ПНЕ получила всего 43 места, в то время как Оранжевое демократическое движение получило 99 мест. Однако, вместе с входящими в коалицию партиями, Партия национального единства может управлять 78 местами.

### После 2007 года
После выборов 2007 года, ПНЕ была зарегистрирована уже как партия, а не коалиция. В качестве председателя был Джордж Саитоти, вплоть до его смерти в 2012 году. Мваи оставался лидером партии вплоть до ухода из политики.
В октябре 2012 года Национальный исполнительный комитет партии заключил предварительный договор с Национальным альянсом, по которому НА откажется выдвигать новых кандидатов в обмен на поддержку партией кандидата Ухуру Кениата. Это ознаменовало конец партии, так как без каких-либо кандидатов на какие-либо должности, нехватки средств и многочисленных просроченных долгов, партия была снята с регистрации в октябре 2014 года.